# Nemeura gracilis
Nemeura gracilis är en insektsart som först beskrevs av Hagen 1886.  Nemeura gracilis ingår i släktet Nemeura och familjen Nemopteridae. Inga underarter finns listade i Catalogue of Life.